# 今出川公香
今出川 公香（いまでがわ きんよし）は、江戸時代中期の公卿。

## 経歴
元禄5年（1692年）に叙爵。以降累進して、侍従・左近衛少将・左近衛中将を経て、宝永2年（1705年）に従三位となり、公卿に列する。
しかし宝永3年（1706年）所労を理由に東山天皇に官位官職を返上して出た。その後は生涯無位無官になっている。このため今出川家では急遽、弟の公詮を当主に立てた。

## 系譜
- 父：今出川伊季
- 母：不詳
- 妻：無